# Max Garcia
Max Garcia (Norcross, 9 novembre 1991) è un giocatore di football americano statunitense che milita nel ruolo di offensive tackle per i New Orleans Saints della National Football League (NFL).

## Carriera

### Denver Broncos
Dopo avere giocato al college a football a Florida, Garcia fu scelto nel corso del quarto giro (133º assoluto) del Draft NFL 2015 dai Denver Broncos. Debuttò come professionista subentrando nella gara del primo turno contro i Baltimore Ravens. Nella sua stagione da rookie disputò tutte le 16 partite della stagione regolare, di cui 5 come titolare, andando a vincere il Super Bowl 50 contro i Carolina Panthers. L'anno successivo disputò tutte le 16 partite come titolare.

### Arizona Cardinals
Nel 2019 Garcia firmò con gli Arizona Cardinals.

### New York Giants
Il 28 marzo 2022 Garcia firmò con i New York Giants.

### Ritorno ai Cardinals
Il 10 settembre 2022 Garcia firmò per fare ritorno ai Cardinals.

### New Orleans Saints
Il 25 luglio 2023 Garcia firmò con i New Orleans Saints.

## Palmarès

### Franchigia
- Super Bowl : 1

Denver Broncos: 50
- American Football Conference Championship: 1

Denver Broncos: 2015